# Georgian Airways
Georgian Airways (gruz. ჯორჯიან ეარვეისი) – gruzińska narodowa linia lotnicza z siedzibą w Tbilisi, wcześniej znana jako AirZena. Obsługuje połączenia do krajów europejskich oraz na Bliski Wschód. Głównym węzłem jest Port lotniczy Tbilisi. 

## Flota

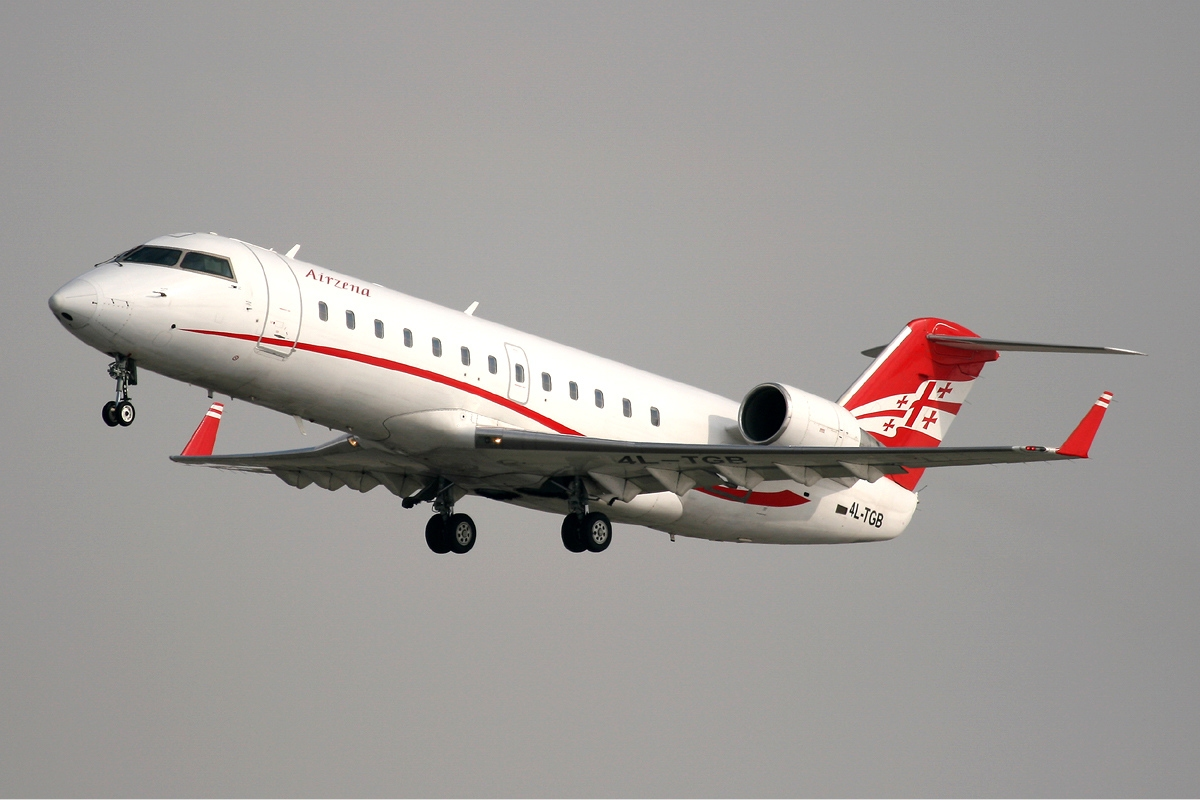
Bombradier CRJ-200 należący do Georgian Airways

Według stanu na czerwiec 2025 flota Georgian Airways składała się z 10 samolotów o średnim wieku 18,8 lat:
| Samolot            | Samolot | Samolot   | Liczba miejsc | Liczba miejsc | Liczba miejsc | Uwagi                                                        |
| Model              | Aktywne | Zamówione | B             | E             | Łącznie       | Uwagi                                                        |
| ------------------ | ------- | --------- | ------------- | ------------- | ------------- | ------------------------------------------------------------ |
| Boeing 737-500     | 1       | –         | 12            | 104           | 116           |                                                              |
| Boeing 737-700     | 2       | –         | 12            | 123           | 135           |                                                              |
| Boeing 737-800     | 3       | –         | 12            | 168           | 180           |                                                              |
| Boeing 737-900ER   | 1       | –         | –             | 189           | 189           |                                                              |
| Boeing 767-300     | 1       | –         | 18            | 227           | 245           |                                                              |
| Bombradier CRJ-200 | 2       | –         | 6             | 44            | 50            |                                                              |
| Bombradier CRJ-200 | 2       | –         | –             | –             | –             | Konfiguracja VIP, realizacja połączeń dla gruzińskiego rządu |
| Łącznie            | 10      | 0         |               |               |               |                                                              |